# ビオレル・ルカチ
ビオレル・ルカチ（Viorel Lucaci、1986年8月29日 - ）は、ルーマニアの元ラグビーユニオン選手。

## プロフィール
- ルーマニア、グラ・フモルルイ出身[1]。
- 現役時代のポジションはロック(LO)、フランカー(FL)、ナンバーエイト(No.8)。
- 身長 190cm、体重 103kg
- ルーマニア代表通算キャップ数は65でラグビーワールドカップ2015のルーマニア代表に選ばれた[2]。

## 略歴
ブカレスト・ウルブズを経て、2013年、CSAステアウア・ブクレシュティに加入。
2021年、現役を引退した。